# Neutral
Neutral konfederacija (tudi Neutres, Attawandaron, Attiwandaronon ali Attiwandaronk) je bila plemenska konfederacija irokeških ljudstev. Njeno osrčje je bilo v poplavni ravnici reke Grand v današnjem [Ontario|Ontariu]] v Kanadi. Na vrhuncu se je njeno širše ozemlje razprostiralo proti obalam jezer Erie, jezero Huron in jezero Ontario ter reke Niagara na vzhodu. Na severovzhodu so bila sosednja ozemlja Huronie in dežele  Petun, ki so jih naseljevale druge irokeške konfederacije, iz katerih je izšel izraz Neutralni Attawandaron. Irokeška konfederacija je bila čez jezero Ontario na jugovzhodu.
Kot drugi, ki so govorili iroquois jezike in imeli irokeško kulturo, so plemena napadala in se prepirala z drugimi irokeškimi plemeni. Na splošno so bili previdni do rivalskih algonkinsko govorečih ljudstev, kot so tisti, ki so naseljevali Kanado na vzhodu, vzdolž porečja reke St. Lawrence. Irokeška plemena so bila kasneje zgodovinarjem znana po divjih načinih vojskovanja. Neutral konfederacija, ki je bila v veliki meri agrarna družba, je razvila vrtove in polja, ki so jih občudovali in se jim čudili evropski voditelji, ki so pisali poročila svojim sponzorjem.
Neutral konfederacija se je primarno ukvarjala z lovom; z drugimi so trgovali s krznom in živalskimi kožami. Največja skupina, imenovana Chonnonton ('čuvaji jelenov'), deloma zaradi njihove prakse paše jelenov v ogradah, kar je bila strategija, uporabljena med lovom. Druga skupina, Onguiaahra ('blizu velikih voda' ali morda 'ožina' – ali kaj drugega), je naseljevala bolj južni polotok Niagara in naj bi bila izvor besede "Niagara". Ozemlje Chonnonton je vsebovalo velike nahajališča kremena, ki je bil dragocen vir za ostra orodja, prižiganje ognja in sčasoma strelno orožje, kar jim je kot primarni vir omogočilo sočasno trgovanje s pogosto vojskujočimi se plemeni Huroni in Irokezi.
Ker leta 1600 niso bili v vojni s Huroni ali Irokezi, so jih jezuiti, ki so potovali po območju današnjega Hamiltona, spodnje doline Grand in Niagare, imenovali Neutral. Vendar pa je imela konfederacija spore z algonkinskim ljudstvom, imenovanim Mascouten ali "Ognjeni narod", za katerega se je verjelo, da je živel v današnjem Michiganu. Leta 1616 je imela Neutral konfederacija po ocenah 40 vasi in 4.000 bojevnikov. Leta 1641, po resni epidemiji, so jezuiti našteli 40 Neutral vasi z okoli 12.000 ljudmi.
Narod ni mogel preživeti sprememb. V 1650-ih, po bobrovih vojnah, so se razkropili. En vir navaja, da so bili razlogi "vojne, bolezni in lakota". Preostali člani so postali del različnih drugih irokeških narodov. Zgodovinski zapisi, ki so jih vodili Francozi, ne omenjajo Neutralcev kot naroda ali konfederacije po letu 1672.

## Ime
Ime Attiwandaronon izvira iz jezika Wendat, jezika Wyandotov (Huroni), njihovih irokeških sosedov,in pomeni približno "tisti, ki govorijo malo drugače". Tudi Irokezi so Neutral večinoma imenovali Hatiwantarunh, kar ima približno enak pomen. Francozi, najprej Samuel de Champlainso jih imenovali la Nation neutre, ker so poskušali ostati nevtralni med vojskujočimi se stranmi Wyandotov in Irokezov.
Neutral so se skupaj s sosednjimi Wyandoti in Khionotaterrohoni (francosko Gens du Petun – imenovano 'ljudstvo tobaka', skrajšano v Petun, angleško Tobacco Nation) imenovali Wendat, celotno območje, ki so ga naseljevala ta tri plemena, pa Wendake.
Ime Wyandot ali Wendat pomeni 'otočani' in verjetno izvira iz vtisa omenjenih plemen, da so živeli na otokih, saj so bili sredi pokrajine, bogate z rekami in jezeri, skoraj vedno obkroženi z vodo.
Občasna domneva o samopoimenovanju kot Chonnonton se je izkazala za prehitro. Izhaja iz zemljevida iz prve polovice 17. stoletja, iz katerega je Samuel de Champlain prebral opis kot "tisti, ki redijo divjad" ("e qui chonnonton").

### Jezik
Zapisi, ki so jih v 17. stoletju pustili jezuitski duhovniki, kažejo, da je bil neutralni jezik podoben huronskemu in je bil torej narečje irokeškega jezika. Verjeli so, da so vse tri skupine nekoč bile del ene same skupine.
Njihovi sosedje, narod Wendat (Wyandot ali Huron), so Neutralce (Chonnonton) nevljudno imenovali "Attawandaron", kar pomeni "Tisti, katerih govor je popačen", ker je bilo njihovo narečje drugačno. (Očitno so Chonnonton imenovali Wendat z istim izrazom.) Ker je jezik Neutralne konfederacije izumrl pred več kot tremi stoletji, je o jeziku Neutralcev malo znanega. Mithun (1979:145, 188–189) navaja jezuite, ki so poudarjali, da se je Neutralni jezik razlikoval od jezika Wendat, saj so bili Neutralci "vne Nation differente de langage, au moins en plusieurs choses" (Thwaites 21.188) / "narod, ki se razlikuje po jeziku, vsaj v mnogih pogledih" (Thwaites 21.189). Mithun nadalje navaja delo Roya Wrighta (Mithun 1979:160), kjer slednji iz Neutralnega imena, danega Chaumonotu, ugotavlja, da Neutralni jezik ni imel zvočnih sprememb, ki razlikujejo Wendat od drugih severnih irokeških jezikov. Hanzeli (1969), sklicujoč se na Thwaitesa.

## Plemensko ozemlje
V poznem 16. in zgodnjem 17. stoletju se je ozemlje Attiwandarononov razprostiralo znotraj meja južnega Ontaria. Na vzhodu njihovega ozemlja se je velik del prebivalstva koncentriral južno od Niagare blizu današnjega Buffala. Zahodna meja njihovega ozemlja je bila dolina reke Grand River, s koncentracijami prebivalstva na polotoku Niagara in blizu današnjih skupnosti Hamilton in Milton.
Po virih je prvotno število Attiwandarononov znašalo približno 40.000. Zaradi bolezni, ki so jih prinesli Evropejci, lakote in naraščajočih vojn se je v prvi polovici 17. stoletja zmanjšalo na približno 12.000.
Na ozemlju Neutral je bilo približno 40 vasi, vendar je Decreaux na svojem zemljevidu zabeležil le St. Michael, verjetno na obali jezera St. Clair, nedaleč od Sandwicha in Windsorja, nato Ongiara pri Niagarskih slapovih, St. Francis v okrožju Lamberton, vzhodno od Sarnie; Our Lady of the Angels, zahodno od reke Grand River, med Cayugo v okrožju Haldimand in Parism v Brantu. Poleg tega St. Joseph v Essexu ali Kentu; St. Alexis, v Elginu, vzhodno od St. Thomasa, nato območje Ontontaron v okrožju Halston. Onkraj Niagare, verjetno med Buffalom in Geneseejem, je zabeležil Ondieronone in njihove vasi, med katerimi so Neutralni razumeli Ouenrôhrone, ki so leta 1638 pobegnili v Huronio.
St. Jean de Brébeuf in Chaumonot sta med letoma 1640 in 1641 obiskala osemnajst naselij Attiwandarononov in vsakemu dala krščansko ime. Edini, ki so bili omenjeni v njunih spisih, so:
- Kandoucho (ali Vsi sveti, naselje, ki je bilo najbližje Wyandotom)

- Onguioaahra (pri Niagari)

- Teotongniaton (ali Sv. Viljem, v središču dežele) in

- Khioetoa (ali Sv. Mihael)

Douglas F. Reville v svoji knjigi The History of the County of Brant (1920) pojasnjuje, da so lovišča Attiwandarononov segala od Genesee Falls in Sarnie ter južno od črte od Toronta do Godericha.Reville opisuje njihovo ozemlje kot močno gozdnato in polno "divjih sadnih dreves velike raznolikosti", z drevesi, grmovjem jagodičevja in divjimi vinskimi trtami.

## Skupine in vasi, ki pripadajo Neutral
- Ahiragenrega
- Ahondihronon
- Andachkhroa
- Aondironon[5]
- Atiaonrek
- Atiraguenrek
- Attiuoaisgon
- Kakouagoga[6]
- Kandouche
- Kehesetoa
- Khioetoa
- Niaggorega (Niagagarega, Onguiaahra)
- Ouaroronon
- Ongniaahraronon
- Kunonizacija
- Rhageratka
- Skenčio
- Teotoguiaton (Teotongniaton)

## Zgodovina
Zgodnja francoska poročila o Neutral so skopa, ker so Huroni ščitili svoj trgovinski odnos s Francozi in odvračali neposreden stik. Medtem, ko so Huroni sprejeli francoske trgovce in duhovnike v svoje vasi, so Neutral povedali, da francoski trgovci s krznom prenašajo bolezni in opisali jezuitske "črne halje" kot zle čarovnike z uroki in magijo. Te zgodbe so bile učinkovite in Francozi so običajno naleteli na hladen, včasih pa tudi sovražen sprejem, ko so poskušali obiskati Neutrale. Jezuiti so jih obiskali le dvakrat: oče Joseph D`Alyon leta 1626; in očeta Jean de Breboeuf in Pierre Chaumonot leta 1640. Obakrat so bili duhovniki prisiljeni oditi, ko so jih Neutrali začeli sumiti čarovništva. Kljub njihovi nenaklonjenosti neposrednemu poslovanju s Francozi so bili Neutrali aktivni v trgovini s krznom prek Huronov. Medtem, ko je ta nov gospodarski odnos prinesel blaginjo, je tudi porušil mir v celotni regiji.
Ozemlje Neutralov se je razprostiralo po celotnem polotoku Niagara v južnem Ontariu do jugovzhodnega Michigana in da bi našli potrebno krzno, so se začeli širiti proti zahodu za lov. To je kmalu povzročilo, da so Neutrali posegali na ozemlja algonkinsko govorečih plemen, ki so živela v Spodnjem Michiganu in povzročilo vojno. Leta 1635 so Huroni Francozom povedali, da so Neutrali dali zatočišče Aouenrehrononom, neidentificiranemu irokeško govorečemu plemenu z zahodnega konca jezera Erie (verjetno Erie ali Neutral). Aouenrehronone so napadli Asistaguerononi, verjetno kot posledica naraščajočih napetosti in konkurence za lovno ozemlje. Asistagueronon dobesedno pomeni "Narod ognja", kar bi kazalo, da so bili Potawatomi. Ime so verjetno izvedeli od Huronovih trgovcev z Ottawami (bližnjimi sorodniki Potawatomijev), vendar so ga Huroni uporabljali kot splošno ime za vse Algonkine, ki so živeli v Spodnjem Michiganu (Fox, Sauk, Mascouten in Potawatomi).
Poraz Aouenrehrononov leta 1635 je bila očitno edina večja zmaga za Asistagueronone. Z prednostjo kovinskega orožja (in kasneje – strelnega orožja) v letih takoj zatem je zavezništvo plemen, ki so trgovala s Francozi in Huroni (Neutrali, Tionontati (Petun) in Ottawa), vdrlo v Spodnji Michigan in začelo izganjati Algonkine – kar je pomenilo začetek bobrovih vojn v zahodnih Velikih jezerih. Temeljitost in obseg te osvojitve v tridesetih in štiridesetih letih 17. stoletja s strani francoskih zaveznikov sta negotova. Znano je, da jo je desetletje kasneje dokončala Irokeška liga. Le eno podrobno poročilo o dejanskem vojskovanju je doseglo Francoze, spet prek Huronov. Leta 1641 je 2.000 bojevnikov Neutralov napadlo veliko, utrjeno vas Asistaguerononov v osrednjem Michiganu (po lokaciji naj bi bila Mascouten). Po desetdnevnem obleganju je bila vas zavzeta in ujetih je bilo 800 ujetnikov. Ženske in otroke so odpeljali nazaj v vasi Neutral, moške pa so oslepili in jih nato pustili, da so brezciljno tavali po gozdovih, dokler niso umrli od lakote.
Neutrali pa so se bili prisiljeni spopasti tudi z naraščajočo močjo drugega konkurenta v trgovini s krznom, Irokeške lige iz severnega New Yorka. Irokezi, ki so bili vse bolje oboroženi s strelnim orožjem prek trgovine z Nizozemci, so bili odločeni, da jih Huroni ne bodo izključili iz francoske trgovine s krznom. Rivalstvo je eksplodiralo v vrsto vojn, v katerih so Neutrali vztrajno zavračali, da bi se postavili na stran katerega koli nasprotnika. Neutrali so preprosto gledali stran, medtem ko so se irokeške in huronske vojne skupine pretihotapile skozi njihovo ozemlje, da bi napadle vasi drug drugega. Že pred prihodom Evropejcev so se Neutrali zaščitili pred Irokezi in Huroni z zavezništvi z Wenro in Erie. Iz nekega razloga sta Erie in Neutralci leta 1639 zapustili Wenro, s čimer sta to majhno pleme prepustili, da se samo sooči z Irokezi. Brez svojih močnih zaveznikov so Wenro bili napadeni in hitro poraženi. Nekateri so našli zatočišče pri Neutralih, velika skupina (800) je pobegnila k Huronom, ena vas Wenro vzhodno od Niagarskih slapov pa se je upirala Senecam, dokler ni bila leta 1643 opuščena – preživeli so se pridružili Neutralom.
Leta 1640 so Nizozemci začeli Irokezem dobavljati neomejene količine strelnega orožja in streliva. S to prednostjo v orožju se je vojna Irokezov s Huroni stopnjevala, Liga pa je postajala vse bolj zahtevna do Neutralcev. Leta 1647 so Seneci obtožili Attiuoaisgone (Neutrale), da so nudili zatočišče huronskim vojaškim skupinam. Sledila je kratka vojna, ki je prisilila Attiuoaisgone, da so se umaknili čez reko Niagara v Ontario. Neuspeh Eriejev, da bi podprli Neutrale v tem konfliktu, je naslednje leto privedel do propada njihovega zavezništva. Potem ko so Irokezi pozimi 1648-49 preplavili domovino Huronov, so Tahontaenrati (Huroni) množično pobegnili pod zaščito Neutralov. Očitno so Neutrali ujeli nekaj manjših skupin Huronov in jih izročili Irokezem, vendar so Tahontaenratom dovolili, da ostanejo na njihovem ozemlju nemoteni. Začasno spoštujoč število in nevtralnost Neutralcov, so Irokezi nato (decembra 1649) napadli Tionontate, huronske zaveznike, ki so sprejeli veliko število Attignawantan Huronov.
Ko so bili Tionontati premagani in razkropljeni, so imeli Irokezi manj kot 1.000 bojevnikov, vendar so lahko obnovili svoje število z množičnim posvajanjem huronskih in tionontatskih ujetnikov. Medtem so Tahonaenrati (Huroni) nadaljevali vojno proti Irokezem iz svojega zatočišča v domovini Neutralcev. Irokezi so Neutrale krivili, ker so to dovolili,n ko diplomatska prizadevanja niso uspela prisiliti Neutralov, da bi predali Tahontaenrate, so zahodni Irokezi leta 1650 napadli Neutralc. Sprva so Susquehannocki poskušali pomagati Neutralom, vendar se je njihova pomoč končala, ko so Mohawkci v ločeni vojni jeseni napadli Susquehannocke. Večinoma je bila vojna končana do naslednjega leta, Neutralci pa so prenehali obstajati. Mnogi so bili do takrat ujeti in kasneje vključeni v Irokeze, vendar je več skupin Neutralovv uspelo izogniti Irokezem še nekaj časa po svojem porazu.
Verjame se, da je majhna skupina pobegnila proti zahodu čez Velika jezera in se pridružila huronskim in tionontatskim beguncem, ki so živeli blizu Green Baya (Wisconsin). Zdi se, da je druga skupina dosegla Susquehannocke (Pensilvanija), kjer naj bi združena skupina Neutralov in Susquehannockov leta 1652 premagala veliko vojaško skupino Senecov, pozimi 1653 pa je v vsaj dveh vaseh blizu Detroita živelo približno 800 Neutralcev. Te vasi v Detroitu so morda obstajale do leta 1660. Drugi Neutralci naj bi leta 1656 živeli južno od Eriejskega jezera. Vendar sta obe izginili do leta 1660, njuna usoda pa je neznana. Daleč največja skupina (vključno z mnogimi Huroni) je pobegnila na jug v severni Ohio in našla zatočišče pri Eriejih. Erieji so jih sprejeli, vendar so jih obdržali v stanju popolne podrejenosti, ki so jo nekateri opisali kot virtualno suženjstvo. Zahteve Irokezov, da Erieji predajo te nekdanje sovražnike, so bile zavrnjene in razmere so se do leta 1653 poslabšale v vojno. Po treh letih so bili tudi Erieji uničeni in absorbirani. Treba je omeniti, da je med letoma 1648 in 1656 prebivalstvo Irokeške lige naraslo z 10.000 na več kot 25.000.
V naslednjih letih so bila mnoga seneška mesta v celoti sestavljena iz osvojenih sovražnikov. Gandongarae je bil eden takih primerov, leta 1680 pa naj bi bilo njegovo prebivalstvo v celoti sestavljeno iz Neutralov. Čeprav so prejšnji poskusi francoskih jezuitov, da bi ustanovili misije pri Irokezih, običajno imeli usodne posledice za misijonarja, je prisotnost toliko huronskih in tionontatskih kristjanov med irokeškimi vasmi odprla vrata. Prva jezuitska misija za Irokeze je bila Notre Dame de Gannentaha na jezeru Onondaga. Nekateri izmed prvih spreobrnjencev so bili Neutrali. Sledilo je še veliko drugih spreobrnitev med Mohawki in Onondagi. Misijo so morali opustiti leta 1658 z obnovitvijo sovražnosti med Francozi in Irokezi, vendar je bila škoda za irokeško enotnost že storjena. Kasneje so Irokezi začeli resno dvomiti o zvestobi krščanskih spreobrnjencev, ki so živeli med njimi.
Sčasoma je mnogim od teh postalo dovolj neprijetno, da so leta 1667 zapustili irokeško domovino in se preselili v La Prairie (Caughnawaga ali Kahnawake) južno od Montreala. V kasnejših vojnah med Britanijo in Francijo so bili Irokezi iz Caughnawage zavezniki Francozov, medtem ko je bila Irokeška liga nevtralna ali se je postavila na stran Britancev. Ker so bili na različnih straneh, je bilo Irokezem težko spoštovati "Veliki zakon miru" in se ne pobijati med seboj, vendar jim je nekako uspelo to preprečiti do ameriške revolucije (1775-83). Mnogi tisti, ki so odšli v Caughnawago, so bili Neutrali in leta 1674 so bile med njenim prebivalstvom še vedno prepoznavne skupine Neutralcov. Lahko se domneva, da mnogi njihovi potomci tam živijo še danes. Drugi potomci Neutralov so se morda pridružili Mingom, ki so začeli zapuščati irokeško domovino v dvajsetih letih 18. stoletja in se naselili v Ohiu. Mingi so se kasneje borili proti Američanom v vojnah za dolino Ohio (1774-95) in so bili v štiridesetih letih 19. stoletja preseljeni v Oklahomo. Nekaj krvi Neutralov verjetno še vedno teče v žilah Senekov v Oklahomi.

## Družba in kultura
Neutral konfederacija je imela veliko skupnega z narodom Petun in morda sta imela skupne prednike. Jezuitske relacije iz leta 1652 opisujejo tetoviranje med Petuni (imenovanimi tudi narod tobaka) in Neutrali: "In to (tetoviranje) je v nekaterih narodih tako pogosto, da v tistem, ki smo ga imenovali Tobak, in... Neutrali. Ne vem, ali se je našel en sam posameznik, ki ne bi bil na ta način poslika na kakšnem delu telesa."
Muzej arheologije Ontaria opisuje družbo kot "polnomadsko", ki je živela v vaseh približno 20 let, preden je zapustila lokacijo, potem ko je izčrpala divjad in zemljo na območju. Zgodovinar je leta 1997 izjavil, da je narod "uporabljal tudi zaselke, kmetijske koče, specializirane tabore ... in pokopališča." Drug vir opisuje Neutrale kot "družbo lovcev in nabiralcev, ki je živela v dolgih hišah, ki so nudile zatočišče več družinam." Raziskave, ki jih je izvedla antropologinja Mary Jackes, navajajo, da so ostali Neutrali "v konfliktih med Irokezi z juga Velikih jezer in ontarijskimi Irokezi, ki so živeli na severu" in so uspevali z aktivno trgovino namesto z vojno, čeprav je narod Huron agresivno deloval, da bi preprečil trgovino med Neutrali in Francozi
Poglavar 28 vasi, vil in mest v zadnjih letih Neutralne konfederacije je bil Tsouharissen ali Souharissen ("Otrok sonca"), ki je vodil več napadov proti Mascoutenom (ali "Narodu ognja"), ki so živeli na ozemlju današnjega Michigana in Ohia. Poročilo iz leta 1627 ga je imenovalo poglavarja celotnega naroda (Neutralov). Tsouharissen je umrl okoli leta 1646. V eni generaciji (do zgodnjih 1670-ih) so vsi bližnji prvi narodi, Erie, Huron, Neutrali, plemena Tobaka in celo divji Susquehannocki padli zaradi divjih epidemij ali v krvavih bobrovih vojnah med seboj in/ali zadnjemu plemenu, ki je imelo kakršno koli pomembno vojaško moč, Irokezom.

### Obdelava kremena in trgovina
Neutralci so kopali onondaga kremen iz formacije onondaga apnenca na svojih ozemljih. Pred evropskim stikom so ta kremen uporabljali kot orodno kamnino za puščične konice, biface in druga orožja ter orodja. To se je razširilo v protozgodovinsko in post-kontaktno obdobje in je bilo dokumentirano na lokacijah, povezanih z ljudstvi Onondaga, Oneida in Irokezi sv. Lovrenca. Bil je boljši za idelavo orodja od drugih lokalnih sort kremena okoli nižavja sv. Lovrenca.
Ta pomemben vir je bil uporabljen za izdelavo sulic in puščičnih konic in je tako Neutralcem dal moč, da ohranijo svojo Neutralnost. Ko pa so sosedje začeli prejemati strelno orožje s trgovino z Evropejci, je posedovanje kremenčevih nahajališč postalo veliko manjša prednost. Kremen je bil še vedno uporabljen v trgovini za kremenjače na puškah.Neutralci so še naprej trgovali z blagom, kot so koruza, tobak in črna veverica ter drugo visokokakovostno krzno, za jeklene sekire, steklene kroglice, ogrinjala, školjke, posode iz buč in strelno orožje.

## Etnografija
Za Hurone so bili Neutrali na glasu kot nevarno ljudstvo, vendar ne sovražno. Z njimi so živeli v dobrih odnosih, medsebojno so se obiskovali in trgovali. Edina znana vojna, ki so jo vodili, je bila tista, po kratkotrajni nevtralnosti proti Irokezom.
V družbi Neutralcov so moški zasedali večino položajev, vendar so nekatere njihove vasi imele tudi ženske poglavarke. Njihove vasi so bile sestavljene iz 'longhouses' - dolgih hiš, podobno kot pri Irokezih in Huronih, zgrajenih na lahko obranljivih mestih in zaščitenih s palisadami. Hrana je izvirala predvsem iz vrtov, kjer so sadili koruzo, fižol, buče, sončnice in tobak. Mesa je bilo v prehrani bistveno manj (lov in ribolov), zato je bilo okoli 80% beljakovin (Sultzman) rastlinskega izvora. Irokeška ljudstva so poznala 15 vrst koruze, 60 vrst fižola in 6 vrst buč.